# Tenteling
Tenteling (en alemany Tentelingen) és un municipi francès, situat al departament del Mosel·la i a la regió del Gran Est. L'any 2007 tenia 986 habitants.

## Demografia
El 2007 tenia 986 habitants. Hi havia 345 famílies. El 2007 hi havia 379 habitatges, 358 eren l'habitatge principal, 4 segones residències i 17 estaven.

## Economia
El 2007 la població en edat de treballar era de 699 persones, 470 eren actives i 229 eren inactives.
Dels 20 establiments que hi havia el 2007, 3 eren d'empreses de fabricació d'altres productes industrials, 6 d'empreses de construcció, 3 d'empreses de comerç i reparació d'automòbils, 1 d'una empresa d'hostatgeria i restauració, 1 d'una empresa de serveis, 4 d'entitats de l'administració pública i 2 d'empreses classificades com a «altres activitats de serveis».
L'any 2000 a Tenteling hi havia 9 explotacions agrícoles.
El 2009 hi havia 1 escola maternal i 1 escola elemental.